# Sirri (Carbonia)
Sirri, antico casale situato nel comune di Carbonia, già villa giudicale nell'alto medioevo, è una borgata agro-pastorale sita a 346 m. s.l.m. sull'omonimo colle (notevole dal punto di vista archeologico), dista circa 6 km a est della città. Abitata da alcune decine di persone (28 nel censimento 2001) si trova vicino alla chiesetta medievale e giudicale di Santa Lucia, ed è circondata da piccole zone verdi con lecci; più avanti dopo la chiesa campestre si trova l'interessante località preistorica di "Su Carroppu" o "Su Corropu". 

## Monumenti e luoghi d'interesse

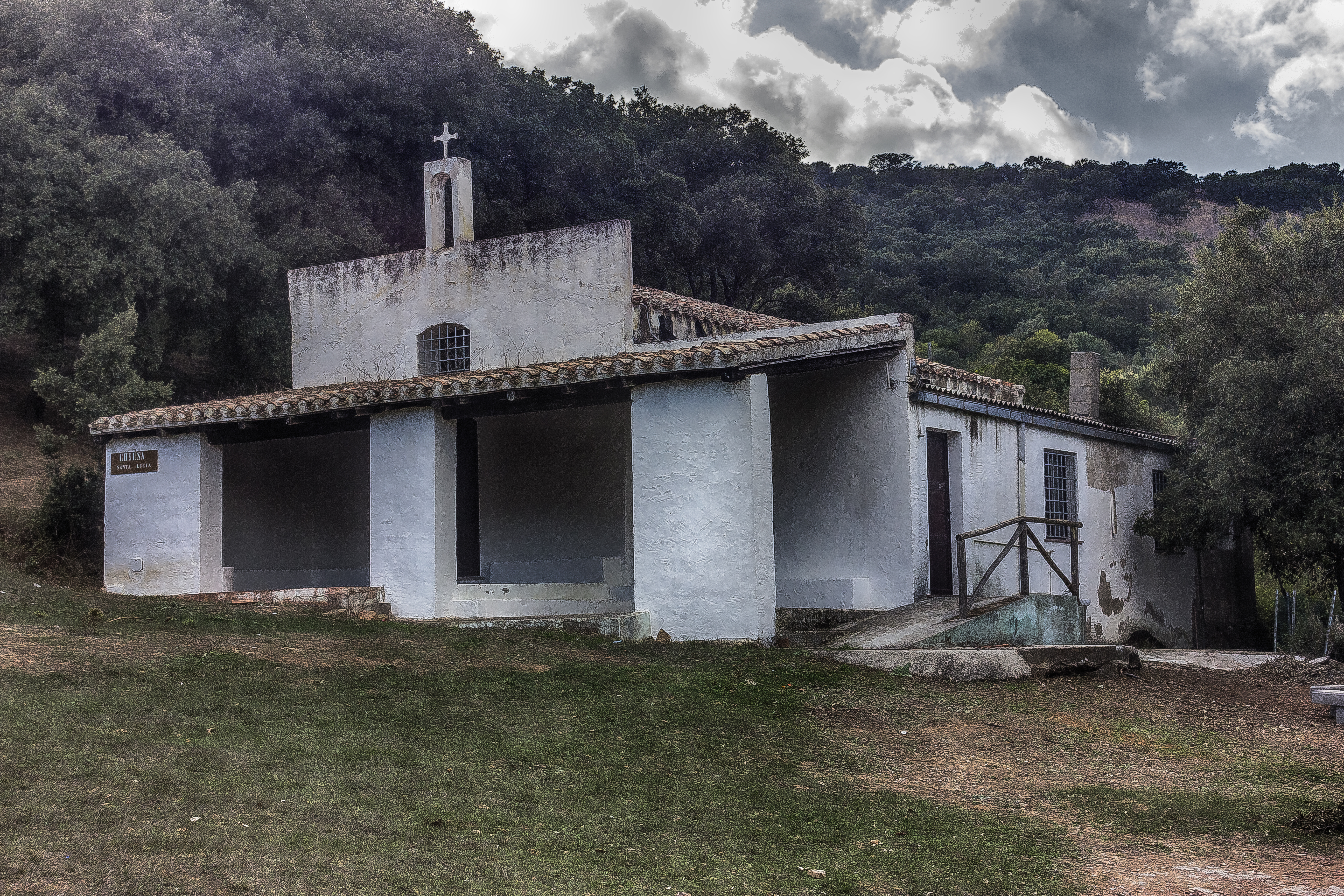
La chiesa di Santa Lucia

- Villaggio di Sirri. Costituito da interessanti edifici rurali e da tipiche costruzioni rustiche, si trova in una cornice paesaggistico-ambientale suggestiva.
- Chiesa campestre di Santa Lucia. Si trova vicino alla borgata, immersa in un magnifico contesto ambientale, ricco di macchia mediterranea con boschi di leccio e sughero, dove numerose specie di piante, arbusti e fiori che crescono spontanei.
- Area archeologica riparo sottoroccia di Su Carropu. Tutta l'area riveste particolare importanza per le sue emergenze archeologiche e le sue valenze naturalistiche. Poco distante dalla chiesetta campestre di Santa Lucia si può ammirare il riparo di Su Carropu, uno dei primi insediamenti umani in Sardegna[2].
- Grotta dei Fiori. Posta lungo la strada comunale da Carbonia a Sirri.
- Grotte di Campana 1 e 2. Poste lungo la strada comunale da Carbonia a Sirri.
- Gallerie minerarie dismesse. Gallerie minerarie abbandonate da molti anni vanno trasformandosi in grotte.
- Monte Su Casteddu. Luogo di grande rilevanza ambientale e d'interesse archeologico.
- Antichi forni di calce. Intorno a Sirri si trovano numerosi antichi forni per la lavorazione della calce.